# Scala dei tempi geologici di Marte
La scala dei tempi geologici marziani è una suddivisione della storia passata del pianeta Marte in tre periodi geologici, fondati principalmente sull'analisi e sullo studio della densità e della morfologia dei crateri da impatto rilevati in superficie, secondo i principi della stratigrafia, della geomorfologia planetaria e degli esami effettuati sulle meteoriti marziane. La finalità della costruzione di una scala geologica di Marte è quella di definire in maniera univoca una sequenza temporale secondo cui si è svolta l’evoluzione geologica planetaria, tentando di fornire un’età agli eventi accaduti al pianeta e di cui ancora oggi si possono osservare gli effetti.

## Il tempo Geologico
Il tempo geologico deriva dalla disciplina della stratigrafia e in principale modo dai rapporti stratigrafici basati sui principi definiti da Niels Stensen (in latino Nicolaus Steno, in italiano Niccolò Stenone) a metà del 1600. Importante nella definizione del tempo geologico planetario e quindi anche per la definizione della cronostratigrafia e della geocronologia di Marte è il Principio della Sovrapposizione Stratigrafica secondo cui eventi susseguenti hanno generato rocce, sedimenti, depositi geologici e più in generale morfologie in tempi differenti e che potrebbero essere tra loro in un qualche tipo di correlazione, sia per forma che per posizione spaziale.
I rapporti stratigrafici che influenzano e definiscono la Scala dei Tempi Geologica, vengono determinati grazie ai concetti che sono alla base di alcune delle discipline delle Scienze della Terra e delle Geoscienze, come la paleontologia, la geologia, la petrografia, la geochimica e la geomorfologia. Ne sono un esempio la biostratigrafia con la variazione dei taxa terrestri avvenute durante le ere geologiche (incernierata al Principio della successione faunistica), la determinazione dei tempi di deposizione di certuni depositi magmatici, la variazione di alcuni elementi chimici presenti sulla superficie oppure ancora i rapporti spaziali tra forme e rocce di tipo differente.
L’applicazione dei rapporti stratigrafici nello studio dei corpi planetari del Sistema Solare, sia maggiori che minori, deve essere necessariamente accompagnata da metodologie di indagine relative ad altre campi di studio primo tra tutti la geomorfologia planetaria, al fine di poter ricavare dei vincoli utili alla determinazione del tempo di accadimento di un evento. Così alle relazioni ampiamente utilizzate della sovrapposizione si affiancano quelle di embayment ossia della formazione di depositi ignei anche di età differenti a ricordare straripamenti in parti subordinate di un cratere o un’area della superficie e di cross–cutting ossia di attraversamento trasversale reciproco come ad esempio il taglio di uno strato da parte di una faglia o di un’intrusione magmatica. 
In questa branca specialistica della geomorfologia si fa tipicamente riferimento al concetto per cui superfici più antiche sono maggiormente craterizzate di superfici più recenti a causa del maggior tempo di esposizione al bombardamento da parte di corpi impattanti, a quello di relazione esistente tra i diversi crateri da impatto oppure tra i crateri e i differenti tipi di rocce in essi presenti oppure ancora tra le stratificazioni e le morfologie riconoscibili come nel caso della Terra e di Marte. Ad esempio, un flusso di lava che si espande e riempie un cratere da impatto di grande dimensioni è probabilmente più giovane del cratere stesso. D’altra parte, è probabile che un piccolo cratere sopra lo stesso flusso di lava sia più giovane della lava e del cratere più grande poiché si può supporre che sia stato il prodotto di un successivo evento geologico inosservato. Ne risulta che osservazioni sulle superfici di molti corpi del nostro sistema planetario possono rilevare importanti indizi sulla loro evoluzione.

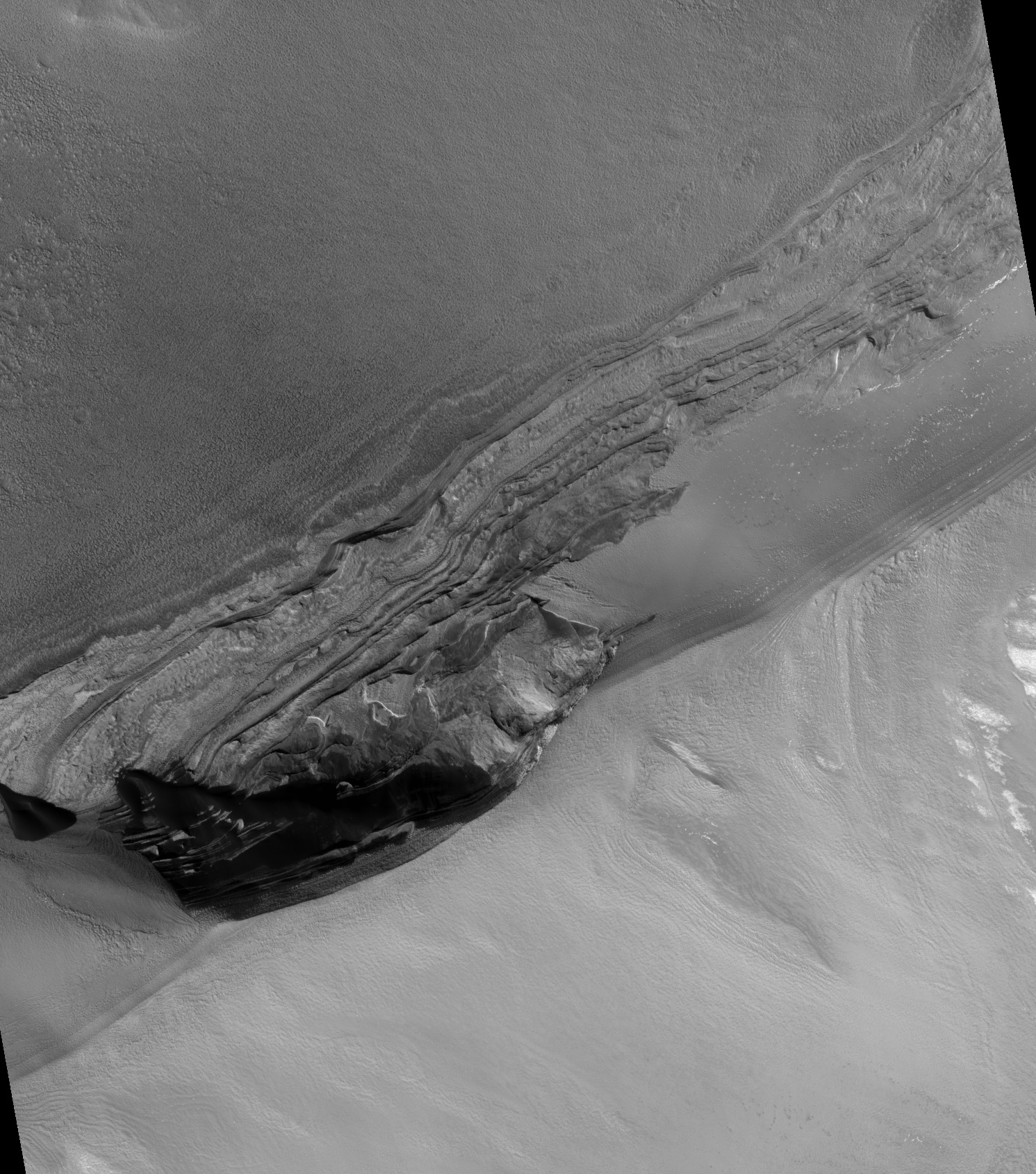
La rottura di pendio nei depositi polari settentrionali di Marte permette l'affioramento della sequenza stratigrafica alla base della calotta polare come testimonia l'immagine di HiRISE effettuata nel 2010 presso la Chasma Boreale.

La definizione del tempo geologico planetario passa anche per la meteoritica e la planetologia appartenenti ad altre discipline prossime più all’astronomia e alla mineralogia. Rientrano in questi campi l’analisi dei campioni di rocce riportate dalle missioni spaziali verso la Luna e dei materiali che compongono le comete, le meteoriti provenienti dallo spazio interplanetario o la formulazione di modelli coerenti con la teoria della formazione del Sistema Solare e della sua evoluzione. Enorme importanza riveste l’acquisizione di informazioni sulla composizione e sul riconoscimento delle componenti chimiche che costituiscono le rocce e la regolite, particolarmente numerose su Marte, la Luna e negli ultimi anni anche di Mercurio.
Alle osservazioni geomorfologiche, astronomiche e chimiche si associano tipicamente altri approcci derivati dal telerilevamento con l’analisi dei dati ottenuti dalle diverse piattaforme di ripresa e misurazione come i satelliti orbitanti e in flyby in lunghezze d’onda differenti dal visibile, con lo studio della gravimetria e della magnetometria, ma anche con i lander e i rover per ciò che riguarda le componenti legate più alle analisi geochimiche e dalle osservazioni effettuate a terra anche con la spettroscopia.
Il prodotto ultimo dell’insieme dei dati è la realizzazione di cartografie geologiche a scala globale, a scala regionale e locale dei pianeti di tipo terrestre ma anche dei satelliti dei giganti gassosi come Titano, Io, Encelado, di asteroidi come Vesta, di comete come la 67P/Churyumov–Gerasimenko, di formulare dei modelli evolutivi tramite software di simulazione e della riproduzione di alcuni dei processi geologici in laboratorio oppure il confronto con analoghi terrestri.

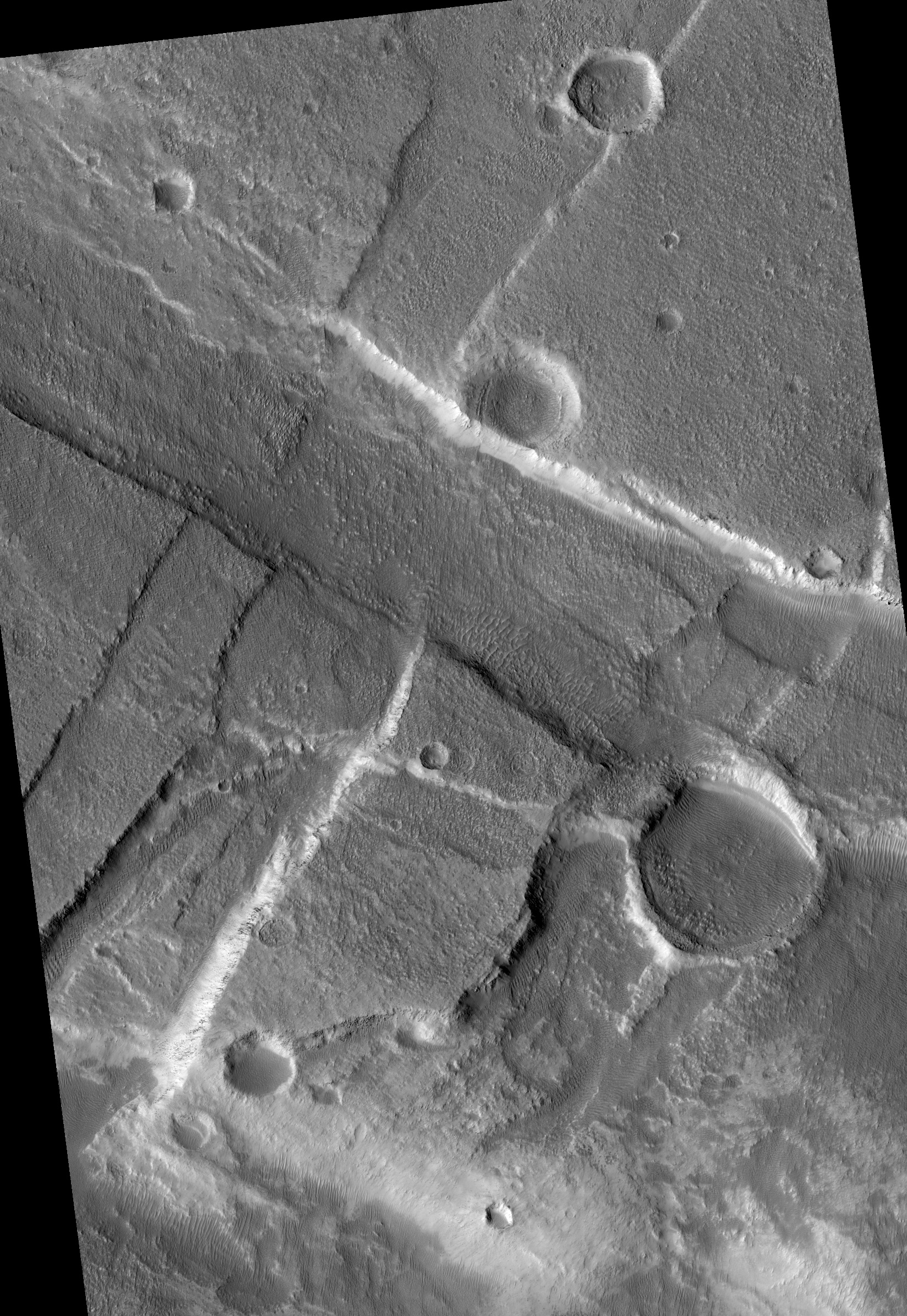
L'immagine mostra i diversi rapporti stratigrafici prodotti da alcuni processi tettonici sulla superficie di Marte. Ripresa di HiRISE effettuata nel 2012 presso il bordo settentrionale di Tharsis.

### Il tempo assoluto
La comprensione del tempo geologico passa per la sua definizione e quindi per la possibilità di ricavare con le metodologie sinora esposte l’età in maniera arbitraria oppure in modo vincolato con altri metodi. Può essere considerato quindi secondo due prospettive diverse definibili come tempo assoluto e tempo relativo.
Il tempo assoluto indica gli eventi geologici e/o i prodotti associati (esempio la rottura per faglia oppure deposizione di rocce) tramite età iniziali espresse in anni dal presente e in qualche modo individuabili. La determinazione più importante è quella dell’età assoluta di una roccia con l’utilizzo degli orologi radiogenici definiti geocronometri (per questo è definita anche età radiometrica), basati sulla trasformazioni per decadimento radioattivo, di alcuni elementi instabili come isotopi radioattivi e contenuti in alcune rocce in isotopi stabili, di cui è ben conosciuto il rapporto di conversione. Tramite le combinazioni di diversi materiali radioattivi si può migliorare l’incertezza in una stima dell’età fondato sull'uso di un singolo isotopo.
La datazione radiometrica è necessaria per determinare l’età assoluta nel tempo geologico. Certamente gli isotopi radioattivi sono il migliore modo per ottenere una datazione, ma sfortunatamente devono essere disponibili per la loro misurazione le rocce che li contengono che devono essere recuperate in qualche modo. Generalmente, anche se non in maniera assoluta, ciò avviene solo per le rocce sulla Terra e per i campioni lunari riporti indietro dalle diverse missioni di esplorazione avvenute verso il nostro satellite naturale. A tale proposito vale citare un lavoro prodotto da un team internazionale guidato da Xiaochao Che, dell'Accademia cinese di Scienze Geologiche, che dopo aver analizzato alcuni campioni di rocce lunari rispedite sulla Terra dalla sonda Chang'e-5, è arrivato alla conclusione che sulla Luna fosse presente un'attività vulcanica sino a meno di 2 miliardi di anni fa, quindi molto più giovane da quanto ricavato dalle precedenti missioni sovietiche e dell'Apollo.

### Il tempo relativo
L’utilizzo dei principi stratigrafici comporta il riconoscimento dell’età delle rocce, di un'unità geologica o di un evento solo tramite un confronto relativo. Si può portare l’esempio di una comparazione tra le diverse rocce del Mesozoico in cui strati rocciosi che compongono il Sistema del Cretacico giacciono sopra (e sono quindi più giovani) delle rocce del Giurassico, materializzato dal Sistema del Giurassico, (dove per Sistema si intende un pacco di strati rocciosi dalle caratteristiche ben definite). Nulla viene rivelato riguardo alla loro età di formazione e soprattutto all’estensione dei Periodi del Cretaceo o del Giurassico. Se ne deduce quindi che il tempo relativo tende ad indicare l’età delle rocce e degli eventi come semplici momenti consequenziali e con una disposizione temporale in genere dal più antico al più giovane, in confronto tra di loro. 
Cioè applicare la stratigrafia significa stabilire l’età relativa degli strati rocciosi oppure dei sedimenti misurando una qualche differenza nella composizione o nella struttura (come la parte solida, liquida, dei gas in essi intrappolati oppure del contenuto biologico o paleontologico) facendo delle assunzioni sul tasso di deposizione o di evoluzione, permettendo di stimare potenziali campi temporali di formazione tramite l’insieme di caratteristiche osservate nei strati sedimentari. Un esempio di tale applicazione lo si può pensare per uno spesso strato di paleoregolite, di circa 5-10 metri, inserito tra due strati di roccia lavica scoperto nel 2021 sulla Luna. L’applicazione della geomorfologia planetaria con i rapporti di embayment e cross–cutting e soprattutto quello del conteggio dei crateri da impatto, ossia della densità numerica dei crateri, permettono di determinare in qualche modo l’età relativa della superficie di un pianeta con dei concetti molti vicini alla stratigrafia tradizionale.
Il concetto di densità di craterizzazione fu concepito e sviluppato per la Luna e verificato con il ritorno dei campioni di roccia sulla Terra tramite l’analisi petrologica, mineralogica e la datazione radiogenica. Dalla misurazione della densità scaturisce che le superfici fortemente craterizzate sarebbero più vecchie, mentre le superfici scarsamente craterizzate sarebbero più giovani, purché i crateri da impatto siano conservati. Le prime presenterebbero un numero alto di crateri di grande dimensioni mentre le seconde presenterebbero per lo più piccoli crateri o addirittura nessuno.  Il planetologo della NASA Donald Gault mise anche in evidenza come una superficie esposta al bombardamento meteorico continuo, raggiunga una fase detta equilibrium in cui, per una data grandezza di un impatto, il numero di crateri che vengono a formarsi tendono ad essere numericamente uguali a quelli obliterati dall’erosione prodotta dalle collisioni con altri corpi. Ciò pone un forte vincolo in quanto soltanto per quelle superfici che non sia stato raggiunto suddetto equilibrio (e per una determinata dimensione craterica) si può applicare il metodo della densità ossia del calcolo statistico.

## La densità di craterizzazione

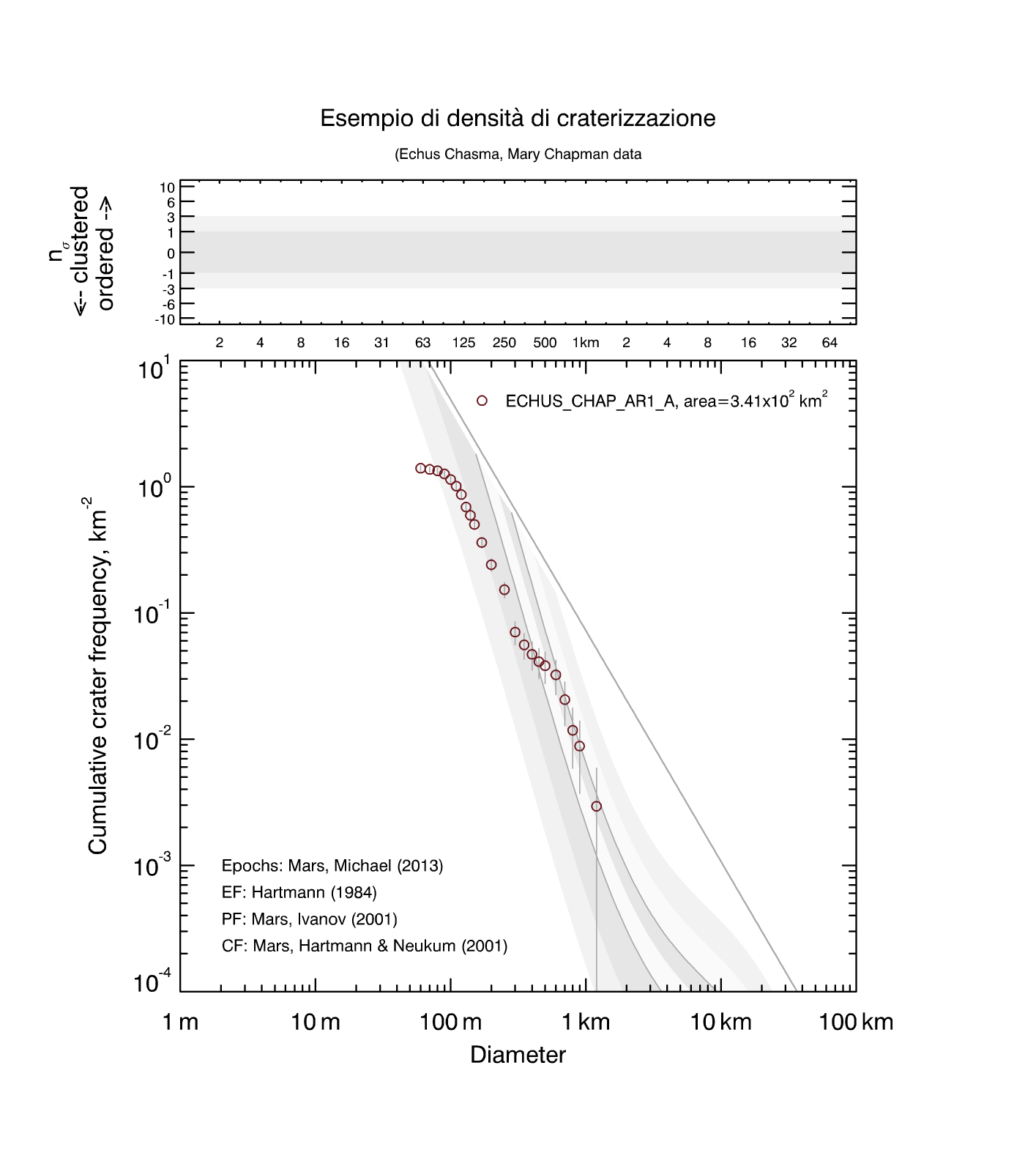
Esempio di curva indicante la densità di craterizzazione per Echus Chasma. Il grafico è stato realizzato con il programma Craterstats sui dati di Mary Chapman. La procedura seguita è quella rilasciata da Greg Michael del Planetology and Remote Sensing Institute of Geoscience, Freie Universitaet Berlin.

Il conteggio del numero dei crateri sulla superficie di un corpo planetario permette di farci un’idea sull'intervallo temporale della sua esistenza. In particolare la distribuzione statistica grandezza–frequenza dei crateri da impatto provvede a fornire una metodologia per determinare la sua età relativa. La stima temporale può essere correttamente dedotta se si fanno delle assunzioni riguardo alla storia attraversata dalle forme da impatto, perché in pratica possono intervenire delle difficoltà dovute proprio all'evoluzione subita e che potrebbero inficiare il conteggio statistico. Ad esempio morfologie non riconducibili ad impatti ma di forma simile (tipo quelle prodotte dai processi vulcanici) potrebbero essere indistinguibili e se conteggiati fornirebbero valori di età anormalmente antiche. 
Crateri secondari vengono a formarsi per gli ejecta espulsi dagli impatti generatori o primari di cui se ne può tenere conto nel totale della popolazione di crateri, inserendoli in vari modelli che possono predire la quantità di impatti conseguenti al principale, in funzione della grandezza del cratere primario. Sfortunatamente tali modelli sono imperfetti: è molto difficoltoso determinare il numero di crateri secondari; la grandezza di un cratere da impatto primario dipende anche dalle caratteristiche litologiche tanto che alcuni esperimenti indicano un diametro maggiore per target imbibiti di acqua rispetto ad altri anidri. Queste differenze possono falsare il valore della distribuzione grandezza–frequenza e in terreni ricchi di volatili si potrebbero incorrere in stime delle età maggiori di quelle reali.
Nonostante le difficoltà ad applicare il metodo della densità dei crateri e le incertezze insite, la densità dei crateri da impatto viene comunemente utilizzata per determinare l’età di alcune delle superfici planetarie. Se si ha la possibilità di possedere dei campioni di rocce della stessa zona da analizzare, si può confrontare l’età ottenuta col metodo statistico con quella radiometrica e cercare di calibrare la prima sulla seconda. Un esempio di questa calibrazione è il calcolo assoluto dell’età delle varie superfici lunari, accoppiata alla debole azione dei processi di alterazione che hanno modificato in maniera moderata nel corso della sua esistenza, le morfologie superficiali. Ciò ha permesso la validazione del conteggio dei crateri come metodo di datazione relativo prima e assoluto poi, raggiungendo un certo livello di affidabilità grazie proprio alla determinazione radiometrica, da cui ricavare delle curve cumulative numero di impatti/area per dimensione dei crateri, definite isocrone, da applicare ad altri corpi planetari. In linea di principio la densità dei crateri e quindi la distribuzione dimensione–frequenza degli impatti per la Luna sono stati ben investigati e correlati con le rocce riportate indietro dalle missioni spaziali. 
Tale densità fornisce ai planetologi uno strumento per confrontare le età geologiche di varie superfici planetarie a condizione che il flusso di corpi impattanti sia noto e che il rapporto tra l’energia d’impatto e la dimensione del cratere sia ben compresa. Neukum, Ivanov, Hartmann e altri ricercatori (2001) hanno studiato in maniera approfondita i rapporti di densità, arrivando ha stimare una distribuzione della produzione di impatti (abbreviata in “funzione di produzione”) dei proiettili che hanno formato crateri di una certa dimensione e per una determinata area (espressa tipicamente in km2). Per determinare la funzione di produzione si deve presumere che la superficie in esame all'inizio della sua vita fosse assimilabile ad una piana vuota, tale che i crateri osservati oggi riflettono direttamente lo spettro dimensionale dei proiettili. In questo modo è possibile ottenere la funzione per un corpo impattante standard derivato dai crateri da paragonare con una funzione di produzione delle famiglie produttrici di crateri.
Se si estrapolano tali curve, che diventano così di calibrazione, per altre superfici si può arrivare a stimarne l’età a patto però di ricavare il numero di crateri per determinati campi di diametro e cercando di riportarli a quello del satellite naturale della Terra. Si ha la necessità comunque di correggere tale calibrazione per gli effetti dati dalla diversa gravità che influenza la dimensione dei crateri, per il flusso che ha colpito la superficie in relazione alla posizione nel Sistema Solare (Marte ad esempio è prossima alla cintura di asteroidi e quindi potrebbe aver subito un flusso maggiore), il rapporto di impatto (caso della Luna), la presenza o meno dell’atmosfera (Venere ha una atmosfera a densità elevata e ad alto potenziale di degradazione) e infine per i processi di resurfacing, che in qualche modo hanno modificato, obliterato oppure eliminato le forme crateriche a causa degli agenti esogeni e/o endogeni che agiscono (il caso della Terra) o che hanno operato nel passato (come Marte). Tutti questi fattori fanno sì che gli algoritmi di estrapolazione forniscano barre di errore sufficientemente grandi a seconda delle assunzioni che si applicano e delle incertezze di partenza nel calcolo anche per pianeti privi di atmosfera e simili alla Luna come Mercurio.

### L’applicazione a Marte
Quanto espresso sino ad ora permette di stimare l’età dal conteggio dei crateri sulla superficie di Marte purché si introducano delle assunzioni al fine di limitare le variabili nel calcolo statistico. Nelle assunzioni rientra certamente il solo conteggio dei crateri primari (oppure anche dei crateri secondari purché si applichino i modelli per la loro formazione), il fatto che non deve esserci stata perdita di forme da impatto (ad esempio per erosione) e infine che deve esistere un valido metodo di calibrazione del dato, ottenuto dal conteggio. L'applicazione a Marte risulta difficoltoso per le assunzioni di sopra. Per primo i processi non derivanti da impatto, come quelli vulcanici, possono produrre depressioni circolari (come le patere) e parte della superficie è stata effettivamente coinvolta in attività vulcanica. Secondo, molta della superficie è stata altamente modificata da agenti esogeni come l’eolico, l’idrico e in alcune parti il glaciale per glaciazioni avvenute nel passato, erodendo od obliterando così parte dei crateri da impatto oppure mascherandoli con altre morfologie. 
Terzo in assenza di datazione radiogenica diretta della superficie non esiste un metodo di calibrazione del conteggio dei crateri marziani particolarmente preciso e quindi si deve utilizzare la calibrazione dalle curve ottenute per la Luna. Questo richiede continui aggiustamenti per tenere conto delle differenze di fattori come la gravità (più è alta la gravità più sono i piccoli i crateri prodotti da uno stesso impatto) e della vicinanza alla cintura di asteroidi che potrebbe focalizzare maggiori collisioni in funzione del tempo in confronto al nostro satellite naturale. Tipicamente si può agire sulle limitazioni imposte nel conteggio partendo dalle conoscenze fornite da un approfondito studio geomorfologico. Si possono così definire le caratteristiche dei crateri da impatto sviluppando proprio dei modelli genetici e di alterazione. Così ad esempio i crateri vulcanici sono assunti riconoscibili per la loro morfologia non esattamente circolare, mentre forme prodotte da altri agenti morfogenetici possono essere riconosciuti studiandone in maniera approfondita gli elementi distintivi. Il numero e le caratteristiche dei crateri secondari sono state analizzate statisticamente e sembrano essere risolvibili. In aiuto interviene la fisica della gravità che, regolando gli impatti, può far ben comprendere le dinamiche di produzione degli impatti secondari permettendo un aggiustamento della dimensione dei crateri per essere in accordo alle leggi relative.
L’estrapolazione della curva del conteggio dei crateri dalla Luna a Marte risulta possibile ma tende ad essere pur sempre problematica, in particolare se si considera che la curva di partenza ha già delle incertezze, specialmente per le età più antiche e recenti. L’applicazione a Marte di alcuni modelli astrofisici per la correzione di alcuni fattori come la prossimità alla fascia degli asteroidi e il potenziale contributo di comete, permettono di migliorare il calcolo del flusso di oggetti impattanti nel passato del pianeta, affinati e migliorati anche dalla scoperta di piccole forme da impatto recenti che aiutano a stabilire il numero di oggetti collisori attuali.
Se il tasso di formazione del cratere da impatto su Marte in base alla dimensione del cratere per unità di superficie nel tempo geologico (detto anche Tasso o Flusso di Produzione) è noto con precisione, le densità del cratere forniscono anche un modo per determinare l’età assoluta. Numerosi tentativi sono stati fatti nel corso degli anni per determinare una cronologia marziana in tal senso confrontando i tassi stimati di craterizzazione dell’impatto per Marte con quelli sulla Luna. I record di craterizzazione in generale mostrano le stesse tendenze di quelli visti sugli altri pianeti terrestri: i piccoli crateri marziani hanno un alto tasso di distruzione, tale che qualsiasi analisi dei dati richiede un modello di come la densità del cratere si evolve verso l’equilibrio i cui processi di controllo possono anche variare in modo differenziato da regione a regione o per tempi differenti.   Combinando i risultati ottenuti del conteggio, con le diverse assunzioni per Marte si arriva a stimare l’età assoluta delle diverse unità stratigrafiche riconosciute sulla superficie con un fattore di incertezza pari a 2–3. Il valore è giustificato dalla attività geologica che produce situazioni sulle superfici molto complesse e diversificate, alterando il conteggio dei crateri di una certa dimensione. Così ad esempio flussi lavici giovani non mostrano una perdita significativa nel calcolo dei crateri, mentre per terreni più antichi si deve prendere in considerazione anche “l’età di ritenzione dei crateri” definita come la media temporale durante il quale crateri di un determinato diametro viene preservato su una superficie ben delimitata. 
Le varie unità stratigrafiche cartografate su Marte e le loro età relative sono state determinate dalla combinazione delle possibili relazioni di sovrapposizione e dalla densità dei crateri. Le immagini pervenute dalle varie missioni di studio e quelle fornite dal Mars Global Surveyor (MGS), mostrano una vasta gamma di età, incluse le attività geologicamente giovani. I primi dati dei Mariner, dal 1965 al 1971, rivelarono aree fortemente craterizzate in cui i crateri più grandi, con un diametro maggiore dei 64 km, avevano densità crateriche simili a quelle degli altopiani lunari, con età inferite dell’ordine di 3,8–4,5 Ga In queste stesse regioni, i crateri più piccoli (con diametri compresi tra i 250 metri e i 16 chilometri) hanno numeri nei conteggi minori rispetto agli altopiani lunari e una vasta gamma di stati di degradazione, suggerendo perdite di piccoli crateri a causa dell’erosione e della deposizione, come suggerito per la prima volta da Öpik (1965, 1966). Perdite simili di piccoli crateri si verificano sulla Terra. I numeri e le scomparse di crateri di vari diametri e profondità minori offrono un modo per caratterizzare le “età di ritenzione dei crateri” e il tasso di attività geologica in termini di scala temporale necessaria per riempire o cancellare i crateri stessi. Gran parte dei primi lavori dell’era dei Mariner e dei Viking erano dedicati a decifrare la storia dei processi di una forte obliterazione, con un tasso più alto all'inizio della formazione del pianeta.
Come si nota assegnare un’età relativa oppure assoluta alle unità rocciose su Marte risulta complesso. Comunque anche con incertezze e assunzioni e in assenza di ogni datazione radiometrica delle rocce marziane sicura, il conteggio dei crateri è ad oggi la sola tecnica valida per ricavare delle date di formazione della sua superficie planetaria. Negli ultimi anni inoltre si assiste anche all'applicazione delle tecniche di Intelligenza Artificiale per il conteggio dei crateri da impatto presenti sulla superficie di Marte (ma anche della Luna), in aiuto alle metodologie classiche di analisi superficiale.

### La correlazione con le meteoriti marziane
Sfortunatamente le difficoltà pratiche nel conteggio dei crateri, le incertezze nella stima del flusso di corpi impattanti e quelle insite nelle metodologie utilizzate per trasferire i calcoli dai sistemi di crateri lunari a quelli marziani creano enormi indeterminazioni nelle età derivate dai metodi della densità dei crateri, inficiando l’età e la cronologia assoluta sulle unità stratigrafiche marziane.
Possono venire in aiuto per porre dei vincoli le meteoriti di sicura provenienze da Marte le quali forniscono campioni databili con cui verificare la coerenza delle età calcolate finora, tramite le funzioni di produzione. Come discusso da Nyquist et al. (2001), le meteoriti marziane danno un preciso valore del tempo trascorso dalla formazione che è radiometrica, per un ristretto numero di rocce da siti da impatto su Marte (pari a 4–8). Le Nakhliti e Chassigniti sembrano rappresentare un'intrusione mafica ignea di 1,3 Ga mentre le Shergottiti basaltiche sembrano rappresentare un flusso superficiale che scorse da qualche parte su Marte circa 165–475 Myr fa. La meteorite ALH84001, dà un’età di cristallizzazione di 4,5 Ga con la conseguente formazione di carbonato a circa 3,9–4,0 Ga. Questo esempio suggerisce che in almeno alcune regioni, la crosta primordiale non è solo preservata ma anche esposta, relativamente vicino alla superficie. I siti di impatto marziano non solo rivelano recenti attività ignee, ma mostrano anche evidenza di attività acquosa liquida dopo la formazione delle rocce permettendo di stabilire una cronologia marziana sia dell’attività ignea sia dell’azione degli agenti atmosferici a base acquosa che si estende dall'inizio del storia marziana fino all'ultima fase di vita del pianeta.
La misurazione delle meteoriti provenienti da Marte non sono comunque la soluzione ultima ai vincoli temporali e in definitiva alla definizione di una geocronologia marziana. Le posizioni su Marte da cui provengono le meteoriti sono sconosciute limitando la loro capacità di strumenti geocronologici. I campioni disponibili sono in numero esiguo mentre le età mostrate dalle meteoriti marziane si attestano attorno a valori o bassi, indicando un breve periodo di vita e quindi giovane (attorno ai 175 milioni di anni fa e comunque sino ai 300–600 milioni di anni fa e circa 1,3 Ga), oppure con una datazione maggiore dei 3 Ga per pochissime meteoriti.
Indubbiamente la cronologia marziana può essere vincolata dai due set di dati complementari sinora mostrati: le meteoriti e la densità di crateri. I vincoli imposti sulla cronologia assoluta dai due set di dati sembrano coerenti tra loro. Le meteoriti danno buone età ma scarso campionamento statistico di Marte; i crateri danno solo una stima dell’età assolute ma limitate da un buon campionamento statistico principalmente sulle unità stratigrafiche note. Rimane comunque il fatto che le età assolute così determinate dalla densità del cratere devono essere prese con un certo grado di critica soprattutto nell'applicazione alla determinazione dell’età.
I dati analizzati delle Viking e del Mariner 9 hanno fornito un ampio range di sistemi cronologici senza però un chiaro consenso sulle età assolute.  Le osservazioni delle molte missioni verso Marte hanno dimostrato una varietà nei processi geologici (vulcanici, fluviali, glaciali, idrotermali, eolici ed altri) avvenuti sul pianeta che ne hanno modificato l’aspetto nel corso della sua vita. Queste attività devono essere diminuite di intensità nel tempo probabilmente in maniera episodica a riflettere la densità craterica e la coincidenza con le fasce di età delle meteoriti marziane trovati e su cui è stata effettuata la datazione radiometrica. In un quadro coerente dell’evoluzione del pianeta, la superficie si compone nell’insieme dei due set di dati di origine molto diversa, in modo che Marte fosse geologicamente attivo sin dai 3–3,5 Ga e che in seguito lo fosse un ritmo sempre minore rendendo possibile identificare diversi episodi di attività in molte zone tramite la densità craterica e l’età radiometrica delle meteoriti.

## La scala dei tempi
I concetti sulla stratigrafia, la densità dei crateri e la datazione delle meteoriti sino ad ora espressi costituiscono la base del calendario geologico marziano. La consequenzialità di eventi oppure di deposizione di rocce e sedimenti datati in maniera assoluta permettono di produrre una scala geocronologia di Marte i cui range temporali sono le unità geocronologiche, mentre l’applicazione della scala alla rocce ne definisce la cronostratigrafia.
I periodi che costituiscono la scala presero il nome dopo aver posizionato su Marte le caratteristiche superficiali presenti su vasta scala, come i crateri maggiori o i più grandi flussi lavici. La prima carta geologica globale di Marte di queste morfologie fu realizzata sulla base dei dati della missione del Mariner 9 (1971) includendo appunto una scala dei tempi geologica relativa. Derivata da Mike Carr e in seguito da Dave Scott, entrambi del U.S. Geological Survey, la scala dei tempi, tuttora utilizzata sebbene con differenze nelle età, include tre periodi denominati Noachiano (il più antico), Esperiano e infine Amazzoniano (il più giovane). Sebbene questa scala sia stata derivata per essere relativa, specialmente la distribuzione grandezza–frequenza di formazione per le principali unità da impatto associate con questi periodi, abilitano una stima di date assolute. Le date sono basate sulla estrapolazione dal conteggio dei crateri lunari calibrate anche sulle età radiogeniche ricavate dai campioni riportati dalla Luna. L’età dei vari eventi vengono accoppiati con il peso di nuovi dati di Marte sin dalla missione del Mariner 9 a rifinire la sequenza geologica come discusso da Mike Carr e Jim Head (2010). Nella scala compilata in origine, i tre periodi prevedono una suddivisione con il Nochiano compreso tra i 4,6 e i 3,5 Ga, l’Esperiano tra i 3,5 e gli 1,8 Ga e infine l’Amazzoniano tra gli 1,8 Ga e l’attuale.
Le età assolute fornite nelle diverse versioni della scala dei tempi geologici, succedutesi nel corso di questi cinquanta anni di missioni verso Marte e per i tre Periodi, cambiano a seconda del conteggio dei crateri, del campo di diametri utilizzati, dalle risoluzioni delle strumentazioni adoperate nelle diverse missioni e soprattutto dalla capacità di riconoscere le morfologie necessarie per ricavare delle stratigrafie coerenti. Inoltre i tempi vengono modificati anche in base al perfezionarsi della comprensione del nostro Sistema Solare, alla migliore definizione del modello di formazione e dei rapporti che si sono avuto nel corso dei miliardi di anni, tra pianeti e corpi minori. Hartmann e Neukum si basano sulla stratigrafia di Tanaka per ricavare il modello cronologico di Marte ognuno con le proprie età. La stratigrafia di partenza è stata modificata dallo studioso alcune volte nel corso degli anni, così come da anche altri ricercatori, sulla base del raffinamento sia delle curve di produzione della Luna, della funzione di produzione per Marte che del modello degli impatti, risultando variate anche le età dei periodi e delle loro ulteriori suddivisioni, ossia le Epoche. Gli autori dell’ultima carta geologica globale di Marte utilizzano le età derivate da Hartmann e Neukum per definire la cronostratigrafia, discretizzando le unità geologiche in essa definite. Carr e Head, riferendosi ad Hartmann e Neukum nel 2010 modificano le età di passaggio delimitando il Nochiano dai 4,1 Ga ai 3,7 Ga, l’Esperiano sino ai 3,0 Ga lasciando un ampio lasso temporale all'ultimo periodo di Marte.
Nell'ultima compilazione cartografica di USGS le età indicano il limite inferiore provenienti da Michael del 2013, basate sui sistemi di cronologia di Hartmann (2004 iterazion) e Neukum (Ivanov, 2001; Hartmann e Neukum, 2001), derivati dalle densità del cratere di riferimento di Tanaka (1986) come aggiornate da Werner e Tanaka nel 2011.
La tabella di seguito riassume le età definite dagli autori sino ad ora citati con la suddivisione in epoche. Si noti che non viene definito un limite inferiore per il Nochiano se non in Carr e Head (2010).
|                   | Carr e Scott  | Neukum | Hartmann | Carr e Head                | Michael (2013)   | Michael (2013)               |
| ----------------- | ------------- | ------ | -------- | -------------------------- | ---------------- | ---------------------------- |
|                   | Dal Mariner 9 | 2001   | 2001     | 2010 (da Hartman e Neukum) | Da Neukum (2001) | Da Hartmann (2004 iteration) |
| Alto Amazzoniano  | ----          | 0,58   | 0,3      | ----                       | 0,328            | 0,274                        |
| Medio Amazzoniano | ----          | 2,1    | 1,4      | ----                       | 1,23             | 1,03                         |
| Basso Amazoniano  | 1,8           | 3,14   | 2,9      | 3,0                        | 3,37             | 3,24                         |
| Alto Esperiano    | ----          | 3,6    | 3,6      | ----                       | 3,61             | 3,39                         |
| Basso Esperiano   | 3,5           | 3,7    | 3,7      | 3,7                        | 3,71             | 3,56                         |
| Alto Noachiano    | ----          | 3,82   | 3,82     | ----                       | 3,83             | 3,85                         |
| Medio Noachiano   | ----          | 3,94   | 3,94     | ----                       | 3,94             | 3,06                         |
| Basso Noachiano   | ----          | ----   | ----     | 4,1                        | ----             | ----                         |

### I Periodi
Gli studi sulla densità dei crateri da impatto sulla superficie marziana hanno delineato tre Periodi nella storia geologica del pianeta, molto ampi. I nomi dei periodi geologici marziani derivano dalle formazioni presenti in aree ben definite del pianeta e presentano morfologie di superficie su ampia scala, come grandi crateri o flussi di lava diffusi, che risalgono a questi periodi di tempo. Come espresso sino ad ora la suddivisione temporale dei periodi non è fissata e sono tuttora allo studio diversi modelli in grado di descrivere il tasso di caduta del materiale meteorico su Marte nel passato, il conteggio dei crateri e la funzione di produzione sulla Luna.
Segue un prospetto dei periodi, elencati dal più antico al più recente secondo la suddivisione di Carr e Head (2010).

### Pre-Noachiano
Il pre–Noachiano rappresenta l’intervallo dall'accrescimento e la differenziazione del pianeta avvenuta circa 4,5 miliardi di anni fa (Ga) alla formazione del bacino di impatto di Hellas avutosi tra 4,1 e 3,8 Ga (a seconda se si ipotizza un declino costante nella formazione dei bacini o un picco di attività tardivo), come definito da Carr e Head. La presenza di 182W e 142Nd in eccesso nei meteoriti marziani e in particolare nella meteorite ALH84001 indica che Marte si è differenziato in crosta, mantello e nucleo molto rapidamente, in pochi decine di milioni di anni dalla formazione del sistema solare. In questa fase iniziale si ritiene che si sia formata la dicotomia crostale caratteristica di Marte e che differenzia l’emisfero settentrionale da quello meridionale per la forte diversità morfologica e i bacini da impatto maggiori di Argyre e Isidis.
Il pre–Noachiano non è un periodo formale, ma piuttosto un lasso di tempo che comprende l’istante iniziale di vita di Marte la cui documentazione geologica è stata cancellata dalla successiva erosione e dagli alti tassi di craterizzazione.

### Noachiano
Il Periodo Noachiano (dal nome della regione di Noachis Terra) comprende la prima fase di vita di Marte, da 4,1 Ga (Carr e Head, 2010) oppure dall'inizio della formazione del pianeta a 3,7 Ga a ricomprendere le testimonianze rocciose più antiche. Se non si considera la suddivisione temporale di Carr e Head il Noachiano inizia con la solidificazione della crosta di Marte per differenziazione planetaria e vede la formazione della dicotomia crostale e l’inizio della formazione del bulge di Tharsis, mentre l’emisfero sud preserva i crateri da impatto che formarono Hellas Basin e Argyre Basin, quale fase terminale dell'Intenso bombardamento tardivo nel Sistema solare interno. Si vengono quindi a ricomprende le più antiche attività geologiche osservabili sulla superficie di Marte, registrando anche il rapido declino del bombardamento pesante sin già dall'inizio del periodo. La registrazione degli impatti è suggerita dai crateri sepolti nella lowland settentrionale, dove vestigia di larghe strutture circolari sono riconoscibili con la prospezione radar dall’orbita. Le regioni originatesi in questo periodo sono quindi caratterizzate da crateri d’impatto abbondanti e di notevoli dimensioni.
La superficie del Nochiano è stata pesantemente modificata da un’ampia varietà di processi inclusi vulcanismo, tettonica e asportazione e deposizione per vento e acqua, anche se il tempo esatto di queste modifiche è scarsamente vincolato. Le zone di contatto tra le diverse pianure sono state modificata a causa dell’erosione da processi di acqua liquida, ghiaccio, vento e gravità nonché per deformazione da forza endogena. Il Noachiano è anche caratterizzato dai più alti tassi medi di erosione globale e dalla formazione di estese reti a valle che potrebbero aver raggiunto un picco di intensità verso la fine del periodo.
Uno dei risultati più interessanti della missione del Mars Global Surveyor è la scoperta di estese anomalie magnetiche, principalmente negli altopiani meridionali. Le anomalie sono per lo più assenti in tutto il pianeta e nei bacini di impatto. La spiegazione più semplice è che all’inizio Marte aveva un campo magnetico che ha lasciato grandi anomalie che sono state successivamente distrutto dentro e intorno a bacini di impatto come Hellas, Utopia, Argyre e Isidis.
La compilazione dell’ultima versione della carta geologica della superficie di Marte ha permesso di ipotizzare un’estensione dei terreni appartenenti a tale periodo a circa 45% della superficie complessiva, ben tre volte maggiore delle stime effettuate sino al 2014.

### Esperiano
Il Periodo Esperiano (dal nome di Hesperia Planum) va dai 3,7 Ga a circa 3,0 Ga (oppure sino a 1,8 Ga a seconda della curva di produzione considerata) ed è contrassegnato da un’estesa tettonica e dalla formazione di vaste pianure caratterizzate da creste per emissione di distese di lava, compresa la pianura tipo, Hesperia Planum. Edifici vulcanici ad emissione centrale includono la formazione di patere delle highland, Syria Planum, le prime eruzioni della provincia di Elysium accoppiata con lo sviluppo del rialzo di Tharsis e della sua attività e la nascita di Olympus Mons. L’esteso vulcanismo ascrivibile al periodo Esperiano potrebbe tener conto della formazione di minerali solfati e del relativo materiale riconosciuto con la strumentazione di telerilevamento ottenuto dalle diverse missioni di studio. Questi minerali potrebbero essersi formati dalla combinazione di biossido di zolfo di origine vulcanica con acque acide presenti in superficie.
All’esteso vulcanismo si abbina la formazione di molti dei maggiori canali di deflusso che furono intagliati proprio in questo periodo. Rilasci catastrofici di acqua scavarono ampi canali di deflusso intorno a Chryse Planitia e altrove. Laghi o mari effimeri potrebbero essersi formati nelle pianure settentrionali. La transizione dal Noachiano all’Esperiano vede anche la fine del campo magnetico di Marte. Ciò lascia pensare che questa perdita potrebbe aver esposto il pianeta al vento solare, il quale avrebbe favorito l’allontanamento dell’atmosfera marziana rendendolo con un ambiente più freddo e secco di oggi. In quest’ottica i canali di deflusso potrebbero riflettere il rilascio di acqua di falda sottosuperficiale quanto quella di scorrimento superficiale, come suggerito dalla loro associazione con i terreni caotici.
La carta geologica del 2014 riporta circa il 28% dei terreni ascrivibili a questo Periodo. La data del confine Esperiano/Amazzoniano è particolarmente incerta e potrebbe variare da 3,0 Ga a 1,8/1,5 Ga. Fondamentalmente, l’Esperiano è considerato un periodo di transizione tra la fine del pesante bombardamento tardivo e il freddo e secco pianeta che è Marte oggi.

### Amazzoniano
Il Periodo Amazzoniano (dal nome Amazonis Planitia) va dai 3,0 Ga (1,8/1,5 Ga) ad oggi. È quindi la più giovane suddivisione di Marte. Comunque si deve ricordare che questo corrisponde a tutto l’Eone Fanerozoico e parte dell’Eone Proterozoico del Precambriano sulla Terra.
Le regioni dell’Amazzoniano hanno pochi crateri da impatto meteoritico e le caratteristiche geomorfologiche sono abbastanza varie. Le deformazioni tettoniche e il vulcanismo sono continue dal Periodo Esperiano, sebbene siano molto meno pronunciate e i flussi lavici presenti in molte aree, sembrano essere veramente giovani e di estensione limitata. La struttura delle regioni è quindi unicamente dovuta all'attività geologica endogena del pianeta il cui esempio tipo è la formazione geologica di l’Olympus Mons con la sua attività e i suoi prodotti, riconducibili sicuramente all'Amazzoniano.
L’attività glaciale/periglaciale e rilasci minori di acqua liquida sono continuati durante tutto questo periodo anche se in maniera subordinata. Varie gradazioni di tutti i tipi di modifiche della superficie attraverso gli agenti quali vento, ghiaccio, gravità e acqua liquida a livello locale, avvengono ancora oggi, assieme alla formazione di piccoli crateri da impatto. In assenza di abbondante vulcanismo, e acqua liquida sulla superficie, lente alterazioni chimiche hanno luogo attraverso l’ossidazione di materiali basaltici ricchi in ferro tramite il perossido in atmosfera (riconosciuto dal lander Phoenix) collegato alla formazione di ossidi di ferro che danno a Marte il tipico colore rosso.

### Scala di alterazione di minerali argillosi
Jean–Pierre Bibring il responsabile dello strumento francese OMEGA, spettrometro infrarosso alloggiato sul Mars Express, trova che i fillosilicati, minerali argillosi che comunemente vengono a formarsi in presenza di acque alcaline, sono comuni nei terreni del Nochiano.
Bibring e i suoi colleghi propongono che il primordiale clima di Marte fosse più umido e caldo delle presenti condizioni. Le reti vallive integrate suggeriscono la presenza di acqua corrente in questo periodo della vita di Marte, forse consistenti con l’interpretazione di Bibrings.  Nel 2006, i ricercatori hanno quindi deciso di definire una scala temporale marziana alternativa basata sul tipo predominante di minerale che si è verificato su Marte a causa dei diversi stili di alterazione chimica nel passato del pianeta. Propongono così di dividere la storia di Marte in tre epoche: il Fillociano, il Teiikiano e il Siderikano.
Fillociano (dal nome di fillosilicato o minerali argillosi che caratterizzano l’epoca) è durato dalla formazione del pianeta fino ai primi del Noachiano (circa 4,0 Ga). OMEGA ha identificato l’affioramento di fillosilicati in numerose località su Marte, tutte in rocce che erano esclusivamente del pre–Noachiano o di età del Noachiano (in particolare nelle esposizioni di rocce in Nili Fossae e Mawrth Vallis). I fillosilicati richiedono la formazione di un ambiente alcalino ricco di acqua. L'epoca del fillociano si correla con l’età della formazione delle reti vallive, suggerendo un clima precoce che favoriva la presenza di abbondanti acque superficiali. Si pensa che i depositi di questa epoca siano i migliori candidati in cui cercare prove della vita passata sul pianeta.
Teiikiano (dal nome sulfureo in greco, per i minerali solfati che si sono formati) è durato fino a circa 3,5 Ga. Era un’epoca di grande vulcanismo, che ha rilasciato nell'atmosfera grandi quantità di anidride solforosa (SO2). L’SO2 potrebbe essersi combinato con l’acqua per creare un ambiente ricco di acido solforico che ha permesso la formazione di solfati idratati (in particolare kieserite e gesso).
Siderikano (dal nome di ferro in greco, per gli ossidi di ferro che si sono formati) è durato da 3,5 Ga fino ad oggi. Con il declino del vulcanismo e dell’acqua disponibile, il processo di degrado superficiale più notevole è stata la lenta ossidazione delle rocce ricche di ferro da parte di perossidi atmosferici che producono gli ossidi di ferro rosso, che danno al pianeta il suo colore familiare.